# Zhi'an
Zhi'an (kinesiska: 治安, 治安镇) är en köping i Kina. Den ligger i den autonoma regionen Inre Mongoliet, i den norra delen av landet, omkring 860 kilometer öster om regionhuvudstaden Hohhot. Antalet invånare är 18553. Befolkningen består av 9 186 kvinnor och 9 367 män. Barn under 15 år utgör 17,0 %, vuxna 15-64 år 76 %, och äldre över 65 år 6,0 %.
Genomsnittlig årsnederbörd är 640 millimeter. Den regnigaste månaden är juli, med i genomsnitt 175 mm nederbörd, och den torraste är januari, med 3 mm nederbörd.